# Кустенин ап Максен
Кустенин ап Максен (Кустенин Великий; валл. Custennın Fawr; лат. Constantınus; родился около 360 или 361 — умер ?) — правитель северной части Уэльса. Отцом Кустенина был Магн Максим и его супруга Елена. Главным городом Константина был Кайр-Сегеинт (Сегонтиум). В это время началось интенсивное вторжение ирландцев в Уэльс.
Святой Кустенин был покровителем Ллангистеннина в Лландидно, что Гвинете. LBS II.177 идентифицировали его с Кустенином Корнеу на том основании, что его сын Дигаин был покровителем Ллангернива, расположенного недалеко от Роса, что в Гвинете. Уэйд-Эванс думал, что он, возможно, был Кустеннином ап Максеном Вледигом. Ни одна идентификация не является убедительной.

## Биография
Константин был, возможно, старшим из выживших, сыном британского императора Магна Максима. О нем мало что известно наверняка, но есть указания на то, что он, вероятно, правил одним из пост-римских территорий Уэльса, как и его братья. Константин жил в то время, когда римская администрация разваливалась. С крахом игры его отца за императорскую власть в 387 году, он и его братья взяли под контроль его последнюю опору власти в Уэльсе, очевидно, разделив ее между собой. Антоний Донаций занял весь юго-запад и юго-восток Уэльса, а Евгений — срединную часть и частично южную. Какой титул они использовали, неизвестно. Они не называли себя королями. Возможно, они были кем-то вроде провинциальных губернаторов. Их младший брат Публиций ушёл в церковь и не интересовался властью. Но где Константин держал власть? Очевидное место для поиска — Северный Уэльс. Святой Пеблиг, основал церковь, примыкающую к старому римскому форту Сегонций, а другой брат, Евгений, как говорят, умер в этом районе. Все указывает на то, что семья Магна Максима продолжала контролировать пра-Гвинед в конце римского периода, до прибытия ирландцев и их уничтожения. Еще одно последнее свидетельство показывает, что местным авторитетом почти наверняка был Константин, а Каэр-Сегейнт (Карнарвон) был его опорой. Утерянный камень, который на протяжении многих веков стоял снаружи старого римского форта, упоминается Неннием: «Константин… его могила находится недалеко от города, который называется Каэр Сегейн, о чем свидетельствуют буквы на камне его кургана».
Существует традиция, записанная Гутуном Оуайном в трактате о "Двадцати четырех могущественных королях, где говорится, что Кустеннин был одним из трех сыновей Максена от Элены. Он был принцем в Британии и предком всех [принцев] там. Аналогично в Buchedd Wrsula в Peniarth MS.182, которая начинается словами «В то время Кустеннин, сын Максена от Элен, дочери Эйдафа из Каер Саллаука, его матери, был королем в Придине…» В генеалогиях нет никаких указаний на то, что этот Кустеннин был предком каких-либо принцев, кроме принцев Диведа, но здесь может быть какая-то забытая традиция или ошибка. Это предполагается некоторыми дополнениями к Historia Brittonum в Книге Баллимота. Здесь нам сообщается, что Муирхертах мак Эрка, ирландский король (ум. ок. 536) был отцом Константина и Гаэдала Фихта, которые, как говорят, были предками провинциальных королей Британии и королей Корнуолла. В Historia Brittonum § 25 говорится, что пятым римским императором, посетившим Британию, был «Константин, сын Константина Великого, и там он умер, и его могила показана около города, который называется Cair Segeint [Caernarfon], как говорят буквы, которые находятся на камне его кургана. И он посеял три семени, то есть золото, серебро и бронзу, на мостовой вышеупомянутого города, чтобы ни один бедный человек не мог никогда жить в нем, и он называется другим именем, Минмантон». Из этого мы не можем сомневаться, что существовал надгробный камень с надписью императорской особе по имени Константин. Некоторые ученые рано «исправили» Contantinus, Constantini magni filius в приведенном выше тексте на Constantius, Constantini magni filius и по крайней мере один ученый переписчик изменил это на Constantius, Constantini magni pater, а к Cair Segeint были добавлены слова vel Cair Costain. В Hanes Gruffudd ap Cynan мы читаем, что граф Хью построил замок «в Арфоне в старой крепости Константина, императора, сына Константа Великого». Опять же в Flores Historiarum нам сообщается, что в 1283 году «в Карнарвоне было найдено тело великого принца, отца благородного Константина, и оно было с честью погребено в церкви радостным королем Эдуардом I». Из приведенных выше доказательств Уэйд-Эванс сделал вывод (1), что на надгробии около Сегонтиума появилось имя Константин, а также формы слов princeps или imperator, и magnus или maximus (или оба); (2) что формат эпитафии был незнаком автору отрывка в Historia Brittonum, тем более людям тринадцатого века; и (3) что поскольку Максим (Максен Вледиг), его жена Элен и его сын Пеблиг связаны с этой местностью, есть веские предположения, что Константин на надгробии был сыном императора Максима, то есть Кустеннин ап Максен Вледиг из родословных. Однако следует отметить, что Константин было именем старшего сына Константина Великого. Он был императором в 337—340 годах и получил Галлию, Британию и часть Африки после смерти своего отца. Он воевал со своим братом Константом, который правил Италией, но был побежден и убит около Аквилеи. Из более чем 1000 римских монет, обнаруженных в окрестностях Сегонтиума, 12 принадлежат Елене, матери Константина Великого, 74 — Константину Великому и 43 — его сыну Константину II. Р. С. Лумис предположил, что большое количество монет с надписью имени Константина, возможно, стало причиной легенды о семенах золота, серебра и латуни, упомянутых в Historia Brittonum (Уэльс и легенда о короле Артуре, стр. 2-4). Говорят, что бретонская святая Неннока была дочерью Брихана от Менедук, дочери Константина, потомка Юлия Цезаря. Согласно Уэйду-Эвансу, подразумевалось, что этот Константин был сыном римского императора, и что он, вероятно, был Кустеннин ап Максен Вледиг.
Евгений и его брат, король Константин (одни источники идентифицируют его с узурпатором, другие с правителем Думнонии) из северного Уэльса, сопровождали свою мать, святую Елену, через горы Сноудонии, когда недалеко от Нантмора Оуайна атаковал с тыла злой великан по имени Кидум. Эти двое приняли ожесточённый бой, в котором они забросали друг друга либо стрелами, либо огромными стальными шарами. В конце концов Оуайн убил великана, но был так сильно ранен, что выстрелил в воздух стрелу и попросил похоронить себя там, где она упала. Он умер сразу же после этого и был похоронен там; то место стало известно, как Бет Оуайн. Поздние слухи предположили, что в его смерти виноват его брат. Борьба Евгения с великаном упоминается три раза. Здесь великана называют Эурнах Старый, Урнах Ирландец из Динаса Ффараона, Бринах Ирландец, король Гвинедда.. На самом деле Евгений, скорее всего, погиб в сражении с ирландцами.
Константину, очевидно, не удалось справиться с их натиском, а потому для обороны Уэльса с севера Британии были приглашены вотадины под предводительством Кунеды, который и стал основателем королевской династии Гвинеда. До правления Кустенина, на севере Уэльса, в крепости Нан-Конуи, что у реки Конуи, правила древняя династия. Её правитель Дилан Драус ап Мигнах Гор, видимо подчинялся Кустенину. Его наследником был его сын Мэлдав Хнаеф или Мэлдав Хинаф, чья дочь Медива сыла женой Кадваллона, внука Кунеты. Матерью Медивы была Таллуха, сестра Тристана

## Семья
Помимо выше упомянутой дочери Менедоки, были и другие дети, которые ошибочно приписываются, из-за путаницы с вышеупомянутым Кустеннином Корнеу. Его другая дочь стала женой Эрба Эргингского, чей сын Пейбио был женат на дочери Кустенина Корнеу, или Константина III, исторического прототипа Кустенина ап Максена. Святой Дигаин, ранее упомянутый, также приписывается в качестве сына Кустенину ап Максену, а не Кустенину Корнеу. И наконец, считается, что Эмрис Вледиг был младшим ребенком Кустенина ап Максена.